# عبد العال راشد
عبد العال أحمد راشد (ولد في 27 ديسمبر 1927) هو مصارع مصري في وزن الريشة (57 ـ 61 كجم)، مثّل مصر في منافسات المصارعة الرومانية في دورة الألعاب الأولمبية الصيفية 1952 في العاصمة الفنلندية هلسنكي، وفاز بميدالية برونزية كانت هي الميدالية الوحيدة لمصر في تلك الدورة.

## روابط خارجية
- عبد العال راشد على موقع قاعدة بيانات المصارعة الدولية (الإنجليزية)
- عبد العال راشد على موقع أوليمبيديا (الإنجليزية)

## طالع
- رياضة المصارعة في الألعاب الأولمبية الصيفية 1952
- قائمة رافعي العلم المصري في الألعاب الأولمبية